# El host
El host es un programa de televisión argentino presentado por Adrián Suar, que se estrenó el miércoles 22 de agosto de 2018 por la pantalla de Fox Channel, para la República Argentina y en la app de FOX para toda América Latina. El ciclo, que está producido conjuntamente entre Pol-ka Producciones y Fox, marca el debut de Suar en la conducción.
El show constará de 13 emisiones, bajo el guion de Sebastián Borensztein. Incluirá ficción, entretenimiento, musicales e invitados internacionales, dentro de un hotel lujoso que estará a cargo de Adrián Suar, como anfitrión exclusivo. Por otro lado, contará con las participaciones de Nicolás Vázquez, quien será el gerente de relaciones públicas, Alfredo Casero, como encargado de la cocina,la brasileña Maria Bopp, como secretaria, Natalie Pérez, una mujer que abandonó al anfitrión del hotel, Martín Bossi y Mex Urtizberea. La grabación de la apertura y de las promociones tuvieron lugar en el barrio porteño Puerto Madero.
La segunda temporada de 13 episodios titulada El host: Amor sin reserva, se estrenó el 10 de octubre de 2019 en Fox Premium Series y en la App de Fox Premium.

## Sinopsis
Adrián es dueño y gerente general del Hotel A, y acaba de ser abandonado por su mujer. Tras ese incidente, decide tomarse tres meses de licencia para finalmente regresar a su trabajo en el hotel, donde se instalará a vivir en la suite presidencial, para no regresar a su casa, la cual le trae numerosos recuerdos dolorosos. Los capítulos seguirán la historia del protagonista al que le pasan todo tipo de cosas, es una propuesta que además combinará entrevistas, música, baile, imitaciones, monólogos y comedia.

## Temporadas
| Temporada | Temporada | Episodios | Episodios | Emisión original     | Emisión original        | Emisión original |
| Temporada | Temporada | Episodios | Episodios | Primera emisión      | Última emisión          | Cadena           |
| --------- | --------- | --------- | --------- | -------------------- | ----------------------- | ---------------- |
|           | 1         | 13        | 13        | 22 de agosto de 2018 | 21 de noviembre de 2018 | Fox Channel      |
|           | 2         | 13        | 13        | 2 de octubre de 2019 | 25 de diciembre de 2019 | El Trece         |

## Elenco
| Intérprete         | Personaje         | Temporada     | Temporada |
| Intérprete         | Personaje         | 1             | 2         |
| ------------------ | ----------------- | ------------- | --------- |
| Adrián Suar        | Adrián            | Principal     | Principal |
| Nicolás Vázquez    | Nico              | Principal     | Principal |
| Martín Bossi       | Martin            | Principal     | Principal |
| Natalie Pérez      | Milagros González | Principal     |           |
| Soledad Villamil   | Mercedes Miller   |               | Principal |
| Celeste Cid        | La "muerte"       |               | Principal |
| Julieta Nair Calvo | Julia La Florista |               | Principal |
| Soledad Fandiño    | Caro              |               | Principal |
| Peto Menahem       | Erni              | Participación | Principal |
| Alfredo Casero     | Isidoro           | Participación | Principal |

### Participaciones
| Temporada 1 - Maria Bopp como Andy - Mex Urtizberea como director de orquesta - Alejandro Lerner como El Pianista - Claudio Konfino como Rabbi - Mariana Fabbiani como Libi - Andrés Parra como Alexander - Sebastián Almada como Horacio - Marina Bellati como Lucrecia - Mauricio Dayub como Batman - Edda Díaz como Bobe - Virginia Gallardo como Raquel - Guido Kaczka como dueño del perro - Marcelo Mazzarello como Fabián - Favio Posca como Luno - Arturo Puig como Jorge - Diego Ramos como Jean Pierre Dumont - Gustavo Bermúdez como ex de Milagros - Alina Moine como Ana Como ellos mismos - Alessandra Rampolla - Imanol Arias - Valeria Bertuccelli - David Bisbal - Michael Bublé - Nicolás Cabré - Julio Chávez - Ricardo Darín - Lali - Susana Giménez - Mirtha Legrand - Natalia Oreiro - Diego Peretti - Luciano Pereyra - Leonardo Sbaraglia - Tini - Marcelo Tinelli - Guillermo Francella - Diego Torres - Wisin - Sebastián Wainraich | Temporada 2 - Malena Narvay como Guadalupe - Fernanda Metilli como Olga - Paula Kohan como Rocío - Dan Breitman como Daniel - Gabriela Sari como Victoria - Soledad Silveyra como Alicia - Gustavo Bermúdez como Gustavo - Federico Olivera como Marcelo - Gustavo Conti como Juanchi - Florencia Vigna como Azucena Cárdenas - Nicolás Occhiato como Ricardo Marnestruovo - Santi Marín como Esteban - Leonor Benedetto como Berenice Reill Como ellos mismos - Carlos Casella - Dalia Gutmann - Florencia Peña - Graciela Alfano - Andrea Frigerio - Marcelo Polino |

## Crítica y recepción
El host debutó en la pantalla de FOX tras la primera emisión del programa Talento Fox que la señal también estrenó, una hora antes, en el promocionado mega miércoles de FOX. La primera entrega promedió 2.39 puntos de índice de audiencia, con casi 4 puntos de share, llegando a más de 356.000 espectadores. Fue lo más visto de ese horario y lideró el ranking de TV paga en nicho personas 18–49, logrando un pico de 4.9 puntos de share, y un 70% más de audiencia que el segundo programa más visto de esa franja horaria en la televisión paga argentina.